# ایمی ریچاردسن
ایمی ریچاردسن (انگلیسی: Aimee Richardson؛ زادهٔ ۲۹ دسامبر ۱۹۹۷) بازیگر اهل ایرلند شمالی است. وی از سال ۲۰۰۸ میلادی تاکنون مشغول فعالیت بوده‌است.
از فیلم‌ها یا برنامه‌های تلویزیونی که وی در آن نقش داشته‌است، می‌توان به بازی تاج‌وتخت اشاره کرد.